# Desapego

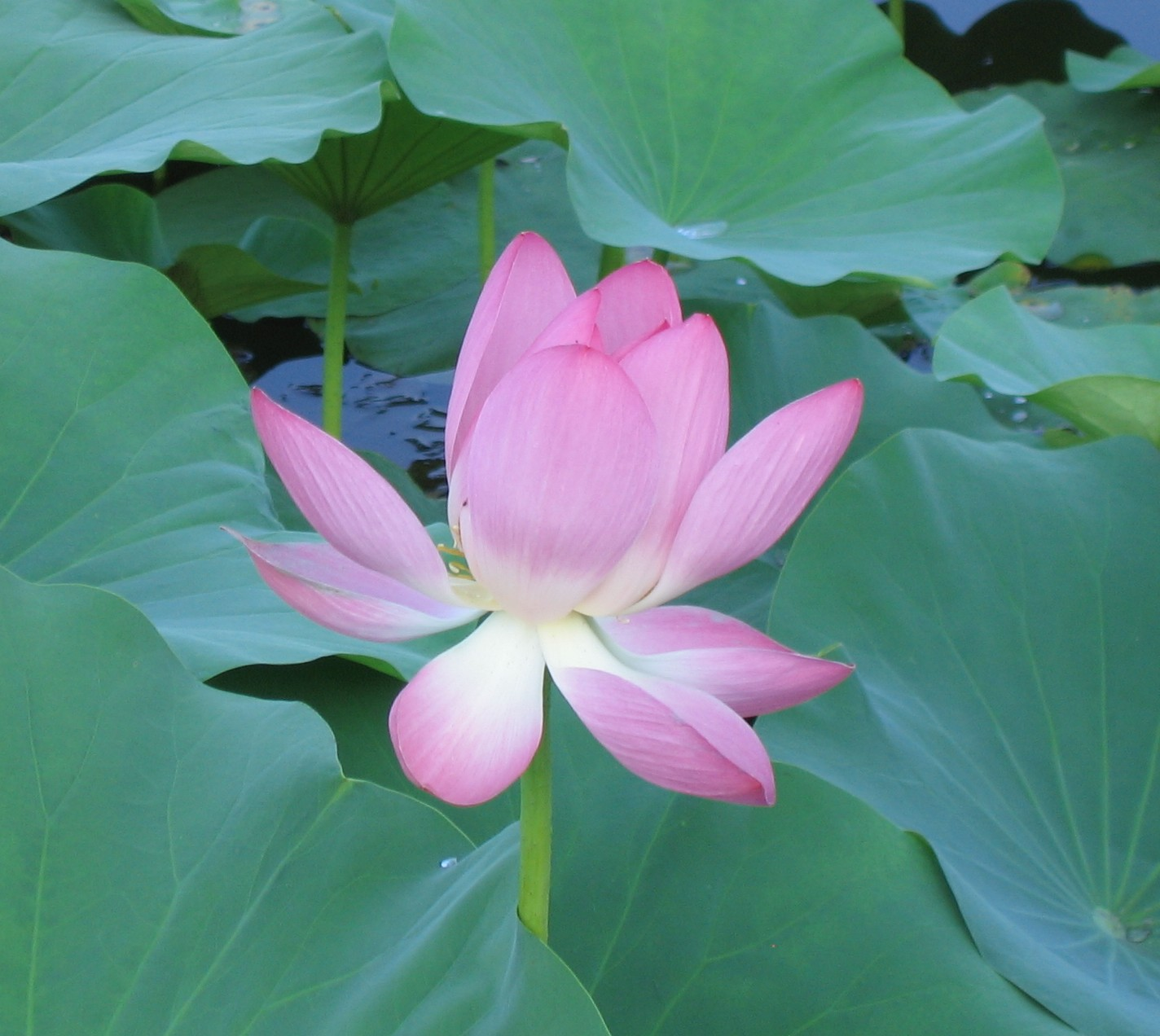
El loto simboliza el desapego en algunas religiones de Asia debido a su capacidad para crecer en aguas turbias y producir una flor inmaculada.

El desapego es un estado en el que una persona supera su apego emocional o su deseo por las cosas, las personas o las preocupaciones mundanas y, por lo tanto, alcanza una perspectiva elevada. Se considera una virtud sabia y se promueve en varias religiones orientales, como el hinduismo, el jainismo, el taoísmo y el budismo . También es un concepto clave en la espiritualidad cristiana (a menudo referido por el término griego apatheia), donde significa un desapego de los objetos y preocupaciones mundanos.

## Importancia del término
El desapego como liberación del deseo y, en consecuencia, del sufrimiento es un principio importante, o incluso un ideal, en el budismo, el hinduismo, el jainismo, el estoicismo, el taoísmo y la fe baháʼí .
En los textos religiosos budistas e hindúes, el concepto opuesto se expresa como upādāna, traducido como "apego". El apego, que es la incapacidad de practicar o abrazar el desapego, es visto como el principal obstáculo para una vida serena y plena. Muchas otras tradiciones espirituales identifican la falta de desapego con las continuas preocupaciones e inquietudes que produce el deseo y las ambiciones personales.

## Jainismo
El desapego es uno de los ideales supremos del jainismo, junto con la no violencia . La no posesión/no apego es uno de los Mahavratas, los cinco grandes votos que observan los monjes jainistas . El desapego tiene sentido si va acompañado del conocimiento de uno mismo como alma; además, puede servir como medio para alcanzar la autorrealización . Según el santo jainista Shrimad Rajchandra, para aquellos que son ritualistas sin vida, la mera restricción corporal no se vuelve útil para lograr la autorrealización: el desapego y otros atributos son los requisitos para lograrlo. Por lo tanto, sugiere que uno debe emprender tales actividades, pero no debe quedarse atrapado allí. Uno no puede deshacerse de la causa raíz del nacimiento y la muerte sin la autorrealización. Como tal, un jainista debe comprender y aplicar el desapego con el fin de obtener la realización. Sin embargo, afirma que si uno soporta dificultades que no conducen a una reducción de la corrupción, se desvía del camino hacia la liberación.

## Fe bahá'í
Has preguntado sobre el desapego. Bien sabes tú que por desapego se entiende el desapego del alma de todo lo demás excepto de Dios. Es decir, consistía en elevarse a una estación eterna, donde nada que se pueda ver entre el cielo y la tierra disuade al buscador de la Verdad Absoluta. En otras palabras, no está velado del amor divino ni de ocuparse de la mención de Dios por el amor a ninguna otra cosa o por su inmersión en ella.
Bahá'u'lláh: Bayán-i-Hadíth-i-Sharíf, 'Man 'arafa nafsahú faqad 'arafa Rabbahú' (Comentario sobre la tradición "El que se conoce a sí mismo ha conocido a su Señor")

El que se conoce a sí mismo ha conocido a su Señor (Man ‘arafa nafsahú faqad ‘arafa Rabbahú)
https://bahai-library.com/bahaullah_knoweth_himself_cole
Desapego Citas bahá'ís
https://bahaiquotes.com/subject/detachment

La segunda definición está en las Palabras de Sabiduría:

La esencia del desapego es que el hombre vuelva su rostro hacia los atrios del Señor, para entrar en Su Presencia, contemplar Su Rostro y ser testigo ante Él.
Tablets of Baha'u'llah, p. 155)

## Budismo
En cuanto al concepto de desapego, los textos budistas en Pali mencionan nekkhamma, una palabra generalmente traducida como "renuncia". Esta palabra también transmite más específicamente el significado de "renunciar al mundo y llevar una vida santa" o "libertad de la lujuria, el anhelo y los deseos".
Los escritos de Milarepa son textos canónicos del budismo mahayana que enfatizan la naturaleza temporal del cuerpo físico y la necesidad del desapego.
El desapego es un concepto central en la filosofía budista zen . Uno de los términos técnicos chinos más importantes para el desapego es "wú niàn" (無念), que literalmente significa "sin pensamiento". Esto no significa la ausencia literal de pensamiento, sino más bien el estado de estar "sin mancha" ( bù rán不染) por el pensamiento. Por lo tanto, "desapego" es estar desapegado de los propios pensamientos. Es separarse uno mismo de los propios pensamientos y opiniones en detalle para no ser dañado mental y emocionalmente por ellos.

## Cristianismo
El monacato cristiano oriental cultivó prácticas de vigilancia desapegada que fueron diseñadas para calmar las pasiones y conducir a un estado continuo de desapego tranquilo conocido como apatheia .
En el cristianismo occidental, la espiritualidad ignaciana fomenta el desapego, a veces denominado indiferencia, para maximizar la disponibilidad de una persona hacia Dios y hacia su prójimo.

## Hinduismo
La visión hindú del desapego proviene de la comprensión de la naturaleza de la existencia y el verdadero estado final buscado es el de estar en el momento. En otras palabras, mientras uno sea responsable y activo, uno no se preocupa por el pasado o el futuro. El desapego es hacia el resultado de las propias acciones más que hacia todo en la vida. Este concepto se cita ampliamente en la literatura puránica y védica, por ejemplo:

Aquel que cumple con su deber sin apego, entregando los resultados al Señor Supremo, no se ve afectado por la acción pecaminosa, como el loto no es tocado por el agua fangosa.
Bhagavad Gita 5.10:

Vairagya es un término hindú que a menudo se traduce como desapego.

## Taoísmo
El Tao Te King expresó el concepto (en el capítulo 44) como:
Fama o uno mismo: ¿Qué importa más? Yo o Riqueza: ¿Cuál es más preciado? Ganancia o pérdida: ¿Qué es más doloroso? El que está apegado a las cosas sufrirá mucho. El que salva sufrirá una gran pérdida. Un hombre satisfecho rara vez se siente decepcionado. El que sabe cuándo detenerse no se encuentra en problemas. Él permanecerá para siempre a salvo.

## Estoicismo
Las prácticas cristianas de desapego se derivan de la filosofía griega antigua, sobre todo del estoicismo. Según los estoicos, la apatheia, que puede traducirse como ecuanimidad, era la cualidad que caracterizaba al sabio .
Mientras que Aristóteles había afirmado que la virtud se encontraba en el medio dorado entre el exceso y la deficiencia de la emoción ( metriopatheia ), los estoicos pensaban que vivir virtuosamente proporcionaba la libertad de las pasiones, lo que resultaba en la apatheia . Significaba erradicar la tendencia a reaccionar emocional o egoístamente a los eventos externos, las cosas que no se pueden controlar. Para los estoicos, era la respuesta óptimamente racional al mundo, pues las cosas no se pueden controlar si son causadas por la voluntad de otros o por la Naturaleza; sólo la propia voluntad puede ser controlada. Eso no significó una pérdida de sentimiento, o una desconexión total del mundo. El estoico que realiza juicios y acciones correctos (virtuosos) como parte del orden mundial experimenta satisfacción ( eudaimonia ) y buenos sentimientos ( eupatheia ).